# Poutrelles Delta de Sainte-Marie
Le Poutrelles Delta de Sainte-Marie est une équipe de hockey sur glace de la Ligue nord-américaine de hockey de Sainte-Marie au Québec, Canada, dissoute en 2009.

## Historique
L'équipe du Poutrelles Delta de Sainte-Marie a été créée en 2003 et a évolué dans la Ligue centrale de hockey senior AA du Québec de la saison 2003-2004 à 2007-2008. Elle intègre la LNAH en 2008-2009.
L'équipe fut dissoute à la fin de janvier 2009, car les assistances étaient trop faibles et l'équipe n'arrivait plus à rejoindre les deux bouts. En raison de la date tardive de la cessation des activités, aucun repêchage spécial n'a eu lieu pour que les autres équipes puissent réclamer les joueurs sur la liste de protection du Delta.
L'équipe avait compilé un dossier de 13 victoires, 17 défaites et 2 autres en bris d'égalité en 32 parties avant la dissolution.